# Frekhaug
Frekhaug este o localitate din comuna Meland, provincia Hordaland, Norvegia, cu o suprafață de 1,34 km² și o populație de 2.335 locuitori (2013).